# سد قشلاق
سد قشلاق یا سد وحدت، سدی خاکی با هسته رسی بر روی رودخانه قشلاق است که در ۱۲ کیلومتری شمال سنندج، مرکز استان کردستان و در مسیر جاده سقز قرار دارد و آب آشامیدنی و کشاورزی منطقه را تأمین می‌کند. این سد روی کوه‌های منطقه ساتله و تیرگران احداث شده است. دریاچه پشت این سد ۱۱ کیلومتر درازا دارد و وسعتی معادل ۹۳۴ هکتار را در بر می‌گیرد و با توجه به سطح دریا و حجم آب، زمینه مناسبی برای انواع ورزش‌های آبی به وجود آورده است. سد قشلاق در فاصله سال‌های ۱۳۵۳–۱۳۵۸ خورشیدی ساخته شده.
این دریاچه هم چنین محل زیست ماهیان مختلف از خانواده کپور ماهیان است که از آن جمله می‌توان به ماهی عروس، شاه کولی، سیاه ماهی، آلبورنوس کاپیتو، ماهی سیاه و سس ماهی اشاره کرد. به همین دلیل شرایط ماهی‌گیری تفریحی نیز فراهم شده است. دریاچه پشت سد با فضای سبز و جنگل کاری اطراف از دیدنی‌های شهر محسوب می‌شود. هم چنین امکانات تفریحی و اسکله قایق‌رانی دریاچه هر ساله تعداد زیادی علاقه‌مندان به ورزش‌های آبی را به سوی این مکان جذب می‌کند. در این سد تعاونی ۶۹۵ صیادان از سال ۷۶ مشغول به فعالیت هستند و روزانه صید ماهی‌های این سد را بر عهده دارند. تعاونی صیادان سنندج متشکل از ۳۸ مرد است که در ۴ شیفت به صورت روزانه مشغول به صید ماهی هستند.

## نگارخانه
.

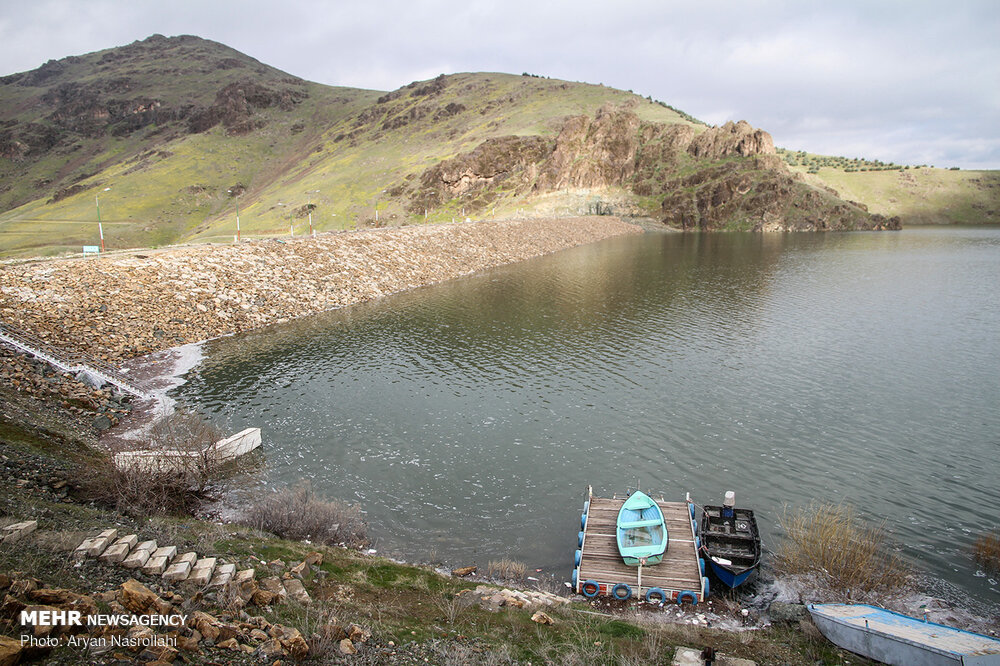
بدنه سد قشلاق و اسکله قایق‌ها
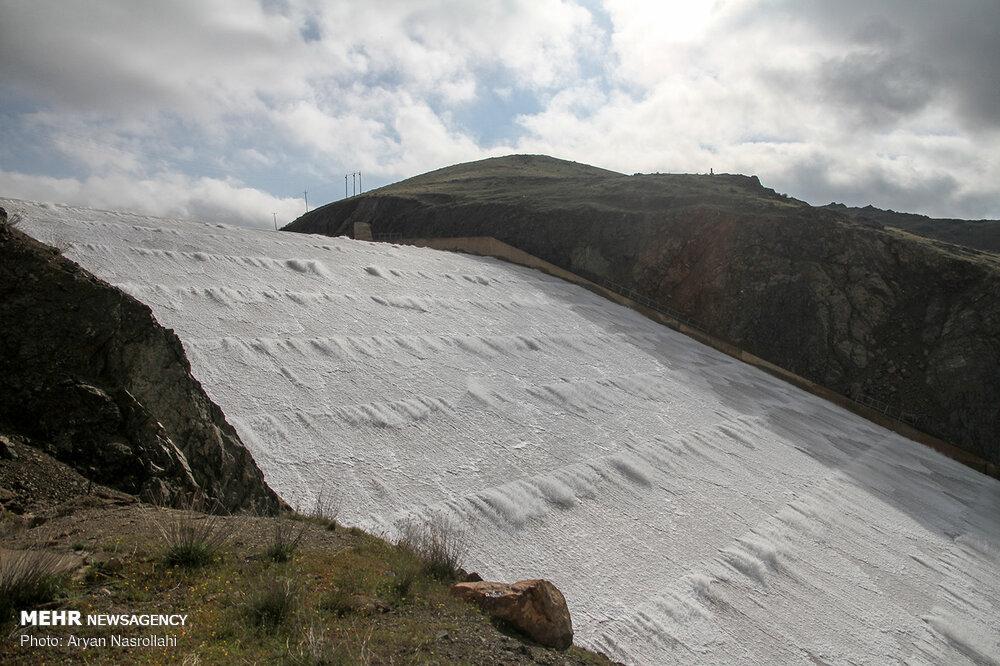
سرریز کردن سد قشلاق در سال ۱۳۹۸
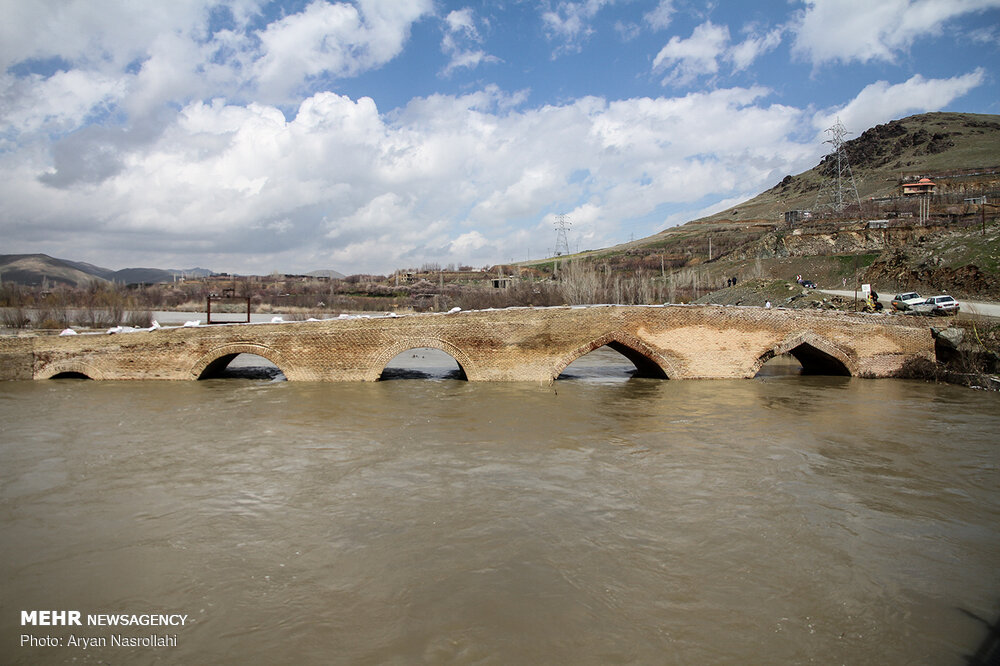
نمایی از رود قشلاق به سمت دریاچه سد وحدت
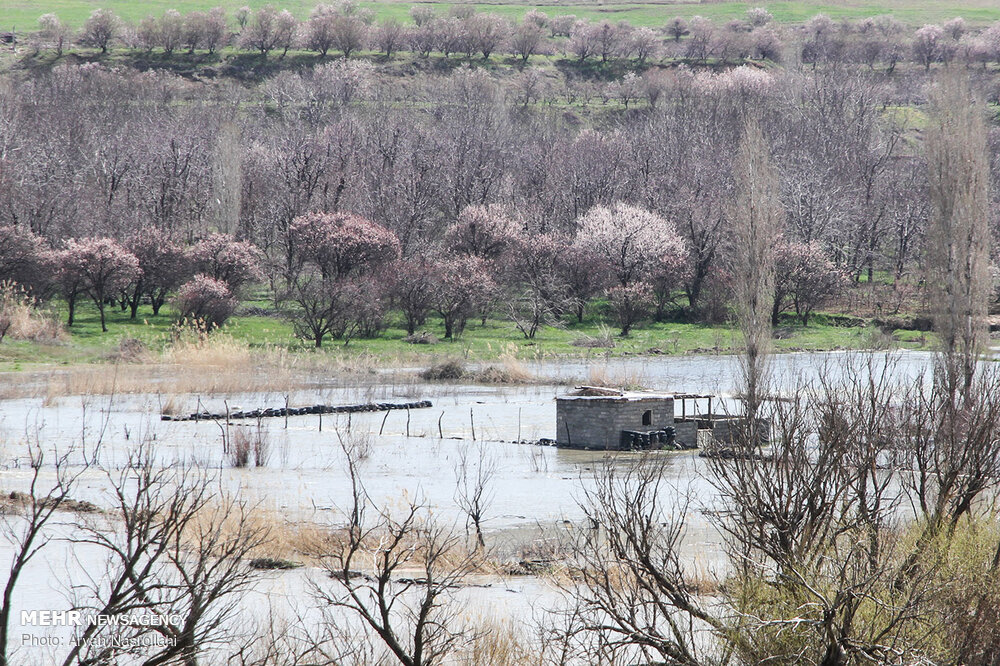
آبگرفتگی مناطق اطراف دریاچه با سرریز شدن سد قشلاق، سال ۱۳۹۸
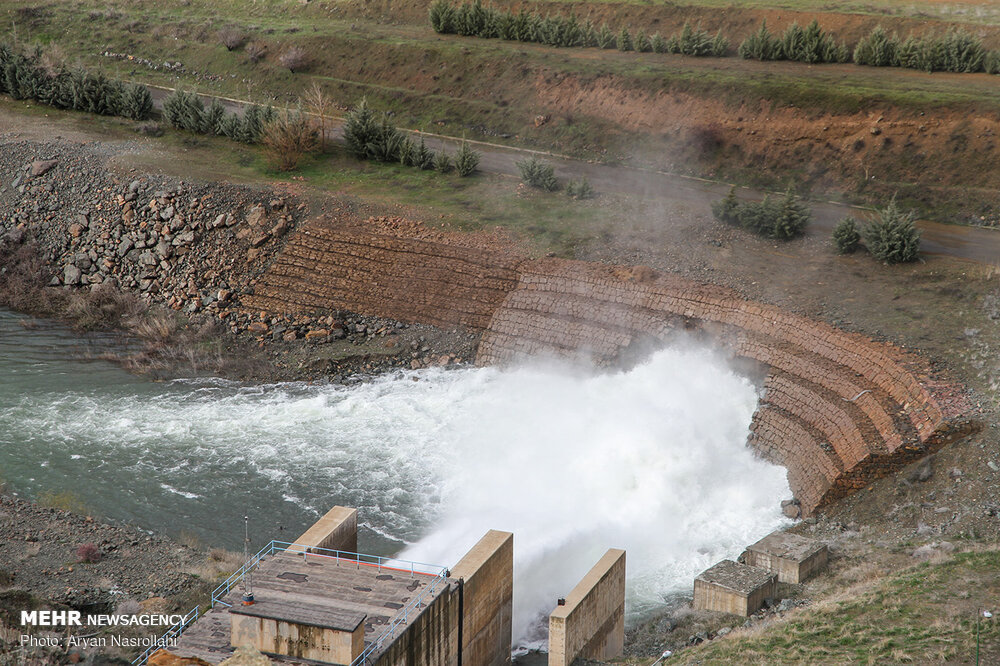
رهاسازی آب از مجرای خروجی آب سد وحدت
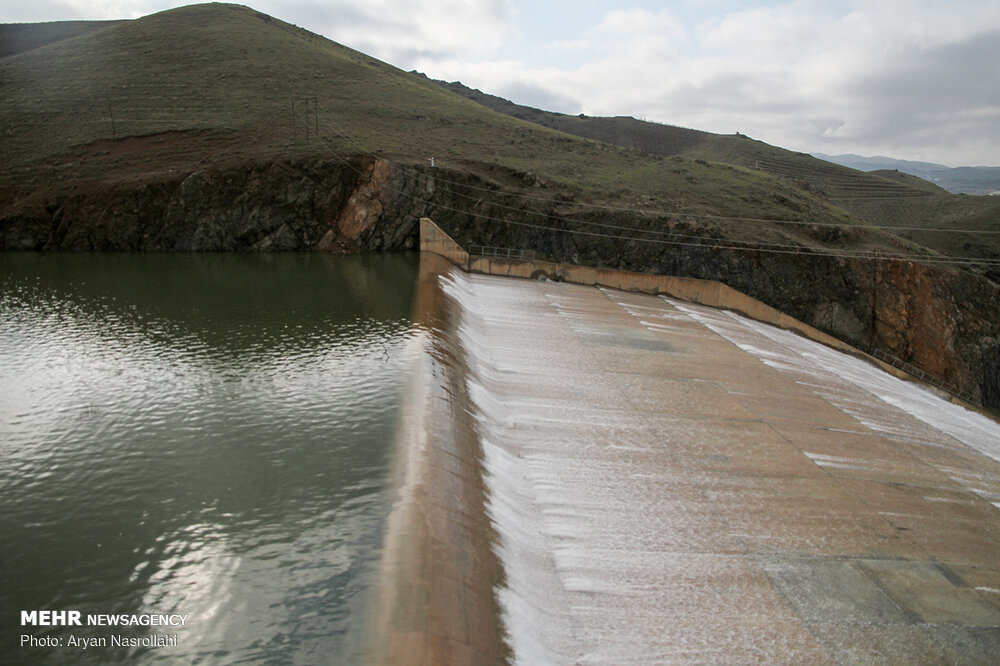
سد در حال سرریز کردن